# Chionactis palarostris
Chionactis palarostris е вид змия от семейство Смокообразни (Colubridae). Видът не е застрашен от изчезване.

## Разпространение и местообитание
Разпространен е в Мексико и САЩ.
Обитава гористи местности, пустинни области, места с песъчлива и суха почва и плата.